# لی شی وون
لی شی وون (کره‌ای: 이시원; هانجا: 李時媛؛ زادهٔ ۲۹ اوت ۱۹۸۷) بازیگر اهل کره جنوبی است.

## زندگی شخصی
لی شی وون با دوست‌پسر غیر سلبریتی خود ازدواج کرده‌است. دوست‌پسر لی شی وون، دکتر و فارغ‌التحصیل دانشگاه ملی سئول است. این دو در ژوئن ۲۰۲۱ ازدواج کردند.

## فیلم‌شناسی

### مجموعه تلویزیونی
| سال       | عنوان                      | نقش                | شبکه       |
| --------- | -------------------------- | ------------------ | ---------- |
| ۲۰۱۲      | رؤیای فرمانروای بزرگ       | پرنسس بوریانگ      | کی‌بی‌اس۲    |
| ۲۰۱۴      | هدیه خدا: ۱۴ روز           | لی سو جونگ         | اس‌بی‌اس     |
| ۲۰۱۴      | میسنگ: زندگی ناتمام        | ها جونگ یونگ       | تی‌وی‌ان     |
| ۲۰۱۴      | دکتر فراست                 | سونگ سول           | اوسی‌ان     |
| ۲۰۱۴      | جانگ می بدو                | هوانگ ته هی        | اس‌بی‌اس     |
| ۲۰۱۵      | تو کیستی: مدرسه ۲۰۱۵       | جونگ مین یونگ      | کی‌بی‌اس۲    |
| ۲۰۱۵      | خانم پلیس                  | کانگ جی یون        | اس‌بی‌اس     |
| ۲۰۱۵      | همه چیز دربارهٔ مادرم       | یو جی یون          | کی‌بی‌اس۲    |
| ۲۰۱۵      | من یک معشوقه دارم          | لی هه جو           | اس‌بی‌اس     |
| ۲۰۱۵      | تو زیبایی                  | کیم سو جین         | ام‌بی‌سی     |
| ۲۰۱۶      | Puck!                      | گا یو اون          | اس‌بی‌اس     |
| ۲۰۱۶      | Marrying My Daughter Twice | اوه یونگ چه        | اس‌بی‌اس     |
| ۲۰۱۶      | ذهن زیبا                   | لی شی هیون         | کی‌بی‌اس۲    |
| ۲۰۱۷      | ملکه راز                   | سو هیون سو         | کی‌بی‌اس۲    |
| ۲۰۱۷      | بلک                        | جوانی چوی سون جونگ | اوسی‌ان     |
| ۲۰۱۸      | کت شلواری‌ها                | سه هی              | کی‌بی‌اس۲    |
| ۲۰۱۸      | خاطرات الحمرا              | لی سو جین          | تی‌وی‌ان     |
| ۲۰۱۸      | Withdrawal Person          | می یونگ            | تی‌وی‌ان     |
| ۲۰۱۹      | می‌خوام آهنگتو بشنوم        | هونگ سو یونگ       | کی‌بی‌اس۲    |
| ۲۰۲۰      | بهم بگو چه دیدی            | هان یی سو          | اوسی‌ان     |
| ۲۰۲۱–۲۰۲۲ | دایی                       | سونگ هوا اوم       | تی‌وی چوسان |
| ۲۰۲۲      | آداماس                     | منشی یون           | تی‌وی‌ان     |